# FXML
FXML est un format de données textuelles, dérivé du format XML, qui permet de décrire une interface utilisateur pour des applications conçus avec JavaFX.
Il s'agit d'une alternative à la conception d'interfaces réalisés par l'écriture de lignes de codes, en découplant l'interface graphique du code source qui le contrôle.
Cette technologie a été intégrée dans JavaFX à partir de sa version 2.0, pour remplacer JavaFX Script.
Pour faciliter la manipulation de ce format de données, le logiciel Scene Builder a été développé par Oracle, permettant ainsi de décrire rapidement des interfaces.

## Exemple
L'exemple ci-dessous décrit une liste verticale contenant deux boutons, avec un espacement de 10 pixels entre eux.
```
<?xml version="1.0" encoding="UTF-8"?>

<?import javafx.scene.control.Button?>

<?import javafx.scene.layout.VBox?>

<VBox
 
alignment=
"CENTER"
 
maxHeight=
"-Infinity"
 
maxWidth=
"-Infinity"
 
minHeight=
"-Infinity"
 
minWidth=
"-Infinity"
 
prefHeight=
"300.0"
 
prefWidth=
"300.0"
 
spacing=
"10.0"
 
xmlns=
"http://javafx.com/javafx/10.0.1"
 
xmlns:fx=
"http://javafx.com/fxml/1"
>

   
<children>

      
<Button
 
mnemonicParsing=
"false"
 
text=
"Bouton"
 
/>

      
<Button
 
mnemonicParsing=
"false"
 
text=
"Bouton"
 
/>

   
</children>

</VBox>

```

## Avantages et inconvénients

### Avantages
- Le principal avantage à cette manière de décrire une interface utilisateur est la séparation distincte entre la vue et le contrôleur[4]
- N'étant pas un langage compilé mais interprété, il suffit de recharger un fichier FXML pour mettre à jour la vue
- Il est possible d'avoir plusieurs versions d'une même vue, utile notamment dans le cas de la phase de développement d'un logiciel
- Il y a une gestion native de la localisation, ce qui permet d'afficher le texte utilisé par l'interface en fonction d'une langue

### Inconvénients
- La vitesse de chargement d'une l'application JavaFX sera un peu plus lente, en raison de la lecture de fichiers au format FXML et l’interprétation des données qu'ils contiennent
- Il ne permet que de décrire que des interfaces "statiques", c'est-à-dire que le contenu n'est pas censé changer dans le temps: autrement, il faut nécessairement passer par l'écriture de code source.
- Étant donné que la technologie utilise la réflexion pour générer l'interface, le débogage du programme peut être délicat.